# Quincampoix
Quincampoix je francouzská obec v departementu Seine-Maritime v regionu Normandie. V roce 2010 zde žilo 3 081 obyvatel.